# Volkan Kahraman
Volkan Kahraman (* 10. Oktober 1979 in Wien; † 8. Februar 2023 ebenda) war ein österreichischer Fußballspieler und Politiker (seit 2017 ÖVP, davor GfW) türkischer Abstammung.

## Karriere
Der in Wien geborene spätere Fußballspieler Kahraman begann seine Karriere in der Jugendmannschaft des Vereins FK Austria Wien. Nach sehr erfolgreichen Spielen in der Jugend wurde das damalige Supertalent in die Jugendmannschaft von Feyenoord Rotterdam geschickt. Als 17-Jähriger feierte er sein Debüt in der Kampfmannschaft von Feyenoord. Kahraman hatte insgesamt auf drei Kurzeinsätze.
Sein nächster Verein war der Satellitenklub von Feyenoord, SC Excelsior. Der Mittelfeldspieler wechselte danach in die Türkei zum Verein Trabzonspor. Danach wechselte er erneut den Verein und spielte bei Erzurumspor. 2002 wechselte er wieder in sein Geburtsland Österreich zum FC Superfund und ein Jahr später nach starken Leistungen zu Austria Wien. Nachdem er bei diesem Verein keinen Feldeinsatz hatte, war dies auch bei seinem nächsten Klub Austria Salzburg der Fall. Im Januar 2004 wechselte er zu Skoda Xanthi nach Griechenland. Nachdem er auch in Griechenland nicht auf dem Feld spielen durfte, kam Kahraman zurück nach Österreich zu LASK Linz. Nach einem Kurzaufenthalt bei Pasching im Frühjahr 2005 spielte er bei den Linzern, ehe er vor der Saison 2006/2007 zu Schwadorf wechselte. Im Frühjahr wechselte er zum SC Eisenstadt und im Juli 2007 schließlich zum First Vienna FC 1894. Dort wurde er Anfang 2008 aus dem Kader entlassen. Im Sommer 2008 wechselte er zum Wiener Traditionsklub FavAC (Favoritener Athletik-Club). Ab Frühjahr 2009 war er in der burgenländischen Landesliga beim UFC Purbach, wo er nicht nur als Spieler, sondern auch als Teammanager wirkte. Danach wechselte er zum neugegründeten Verein SK Besiktas Wien, gelangte mit ihm – mit kurzem Gastspiel beim 1. Simmeringer SC – bis in die Oberliga A (Stand Juni 2014) und war dort bis zur Saison 2014/2015 als Trainer der Kampfmannschaft tätig.
Anfang 2015 trainierte er kurzzeitig den FC Sturm 19 St. Pölten im angrenzenden Niederösterreich und arbeitete dort auch als sportlicher Leiter. Kurze Zeit später wurde er parallel dazu auch Trainer beim neugegründeten Verein FC Karabakh Wien (vormals SC Kaiserebersdorf und Srbija 08). Die nächste Trainertätigkeit war Ende 2018 ein kurzes Engagement beim FV 1210 Wien. Seine letzte Tätigkeit im Fußball übte er von 2019 bis 2022 beim SC Ostbahn XI aus, einem ebenfalls unterklassigen Wiener Verein. Auch dort war er sowohl sportlicher Leiter als auch Trainer.
Kahraman spielte drei Mal im österreichischen Nationalteam. Sein Debüt gab er beim freundschaftlichen Länderspiel gegen die Schweiz in Basel am 21. August 2002, das die Österreicher 2:3 verloren. 
Mit seinem 2015 gegründeten Unternehmen VK Coaching e.U. veranstaltete er unter anderem Nachwuchsfußballcamps. Daneben zählten zu seinen Kunden auch diverse Profispieler, die über Kahramans Unternehmen Individualtrainings und andere Dienstleistungen in Anspruch nahmen.

## Politik
Bei der Nationalratswahl 2017 kandidierte Kahraman für die ÖVP. Kurz davor war das Simmeringer GfW-Mitglied in den Bezirksrat gewählt worden, ehe es zur ÖVP Simmering wechselte.

## Tod
Am 8. Februar 2023 wurde Volkan Kahraman in Wien-Simmering in Folge eines persönlichen Streites erschossen. Nach einer Trauerfeier im Han Renaissance Wien und einem Abendgebet in der Wiener Moschee Mescid-i Aksa wurde Kahramans Leichnam in die Türkei überführt und in Samsun, der Heimatstadt seiner Familie, bestattet.